# Phaedrotoma variegata
Phaedrotoma variegata är en stekelart som först beskrevs av Szepligeti 1896.  Phaedrotoma variegata ingår i släktet Phaedrotoma och familjen bracksteklar. Arten är reproducerande i Sverige. Inga underarter finns listade i Catalogue of Life.